# Sirloin steak

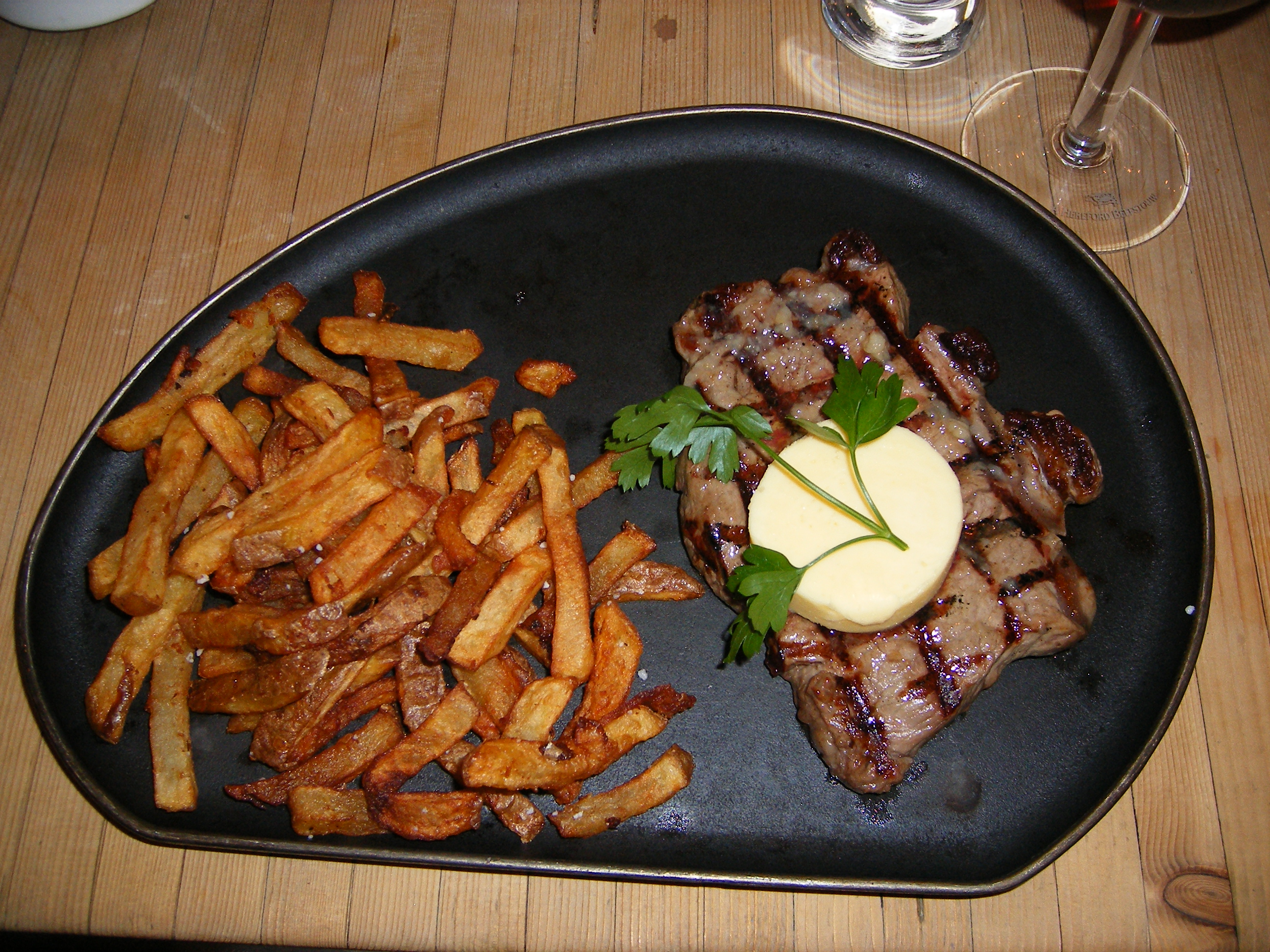
Sirloin steak, opgediend met knoflookboter en frieten

De sirloin steak is een biefstuk, gesneden vanaf een lagere positie van de ribben. De steaks horen bij de klasse 'premium steaks'. Sirloin is hiervan het goedkoopste, omdat dit vlees, vergeleken met ander hoogwaardig rundvlees, het minst mals is. Sirloin biefstuk wordt gesneden van het achterste deel van de dunne lende van een rund.
Het woord sirloin komt uit het Frans, van het woord "surlonge", wat van  "sur la longe" komt en 'op de lendenen' betekent, de plaats waar dit stuk vlees vandaan komt.

## Brits versus Amerikaans
De aanduiding "sirloin steak" is een Engelse term. In het Amerikaans-Engels wordt er echter een ander deel van het rund mee bedoeld dan in het Brits-Engels.
Wat in het Brits-Engels een sirloin steak wordt genoemd, heet in het Amerikaans-Engels een "short loin" of "porterhouse steak". De Amerikaanse sirloin steak heet in het Brits-Engels een "rump steak".
| Brits | Amerikaans |
| ----- | ---------- |
|       |            |

## Bron
1. ↑  Culinea - Verschillende soorten biefstuk
2. ↑  "Food and Cooking in American and British English", by Susan Stempleski, Medical Magazine, Macmillan Dictionaries, February 2004